# Санта-Эуфемия (Пиньел)
Санта-Эуфемия (порт. Santa Eufémia) — район (фрегезия) в Португалии, входит в округ Гуарда. Является составной частью муниципалитета Пиньел. По старому административному делению входил в провинцию Бейра-Алта. Входит в экономико-статистический субрегион Бейра-Интериор-Норте, который входит в Центральный регион. Население составляет 194 человека на 2001 год. Занимает площадь 11,85 км².
Покровителем района считается Дева Мария (порт. Nossa Senhora das Fontes).